# SITOR
A SITOR (SImplex Teletype Over Radio) egy szöveges üzenetek továbbítására szolgáló rendszer. Az 1960-as években a Koninklijke TNT Post fejlesztette ki a rádióteletype (RTTY) továbbfejlesztéseként. Bár ugyanazt a frekvenciaeltolás-billentyűzést (FSK) használja, mint a hagyományos RTTY, a SITOR hibaészlelést, redundanciát és/vagy újraküldést alkalmaz a megbízhatóság javítása érdekében.
Két SITOR mód létezik:
- A SITOR-A: pont-pont kapcsolatokhoz használatos. A SITOR-A automatikus ismétlési kérelmet (ARQ) használ a megbízhatóság növelése érdekében. Ha a vevő hibát észlel, újraküldést kér.
- A SITOR-B sugárzott, egyirányú rádiós kapcsolatokhoz használatos. A SITOR-B minden karaktert kétszer küld el az üzenetben a megbízhatóság növelése érdekében. Ha a vevő hibát észlel az első karakterben, akkor a másolatot használja. Ha mindkét karakter hibás, a vevő nem fogja tudni, hogy mit küldött.

A SITOR-B definíció szerint előre irányuló hibajavítást (FEC) használ, szemben a SITOR-A ARQ-jával.
A SITOR 7 bites karaktereket küld bitfolyamként 100 baud sebességgel (ami ebben az esetben 100 bit/másodperc, 10 milliszekundum/bit vagy 70 milliszekundum/karakter).
A bitfolyam FSK modulációval rendelkezik, 170 Hz-es frekvenciaeltolást alkalmazva. A magas frekvencia (1) MARK jel, az alacsony frekvencia pedig (0) SPACE.

## Technikai jellemzők
A SITOR CCIR 476 -os karakterkódolást használ az alábbi kontrolkódokkal kibővítve:
| Code (bits 6543210) | Code (bits 6543210) | mode A (ARQ)           | mode B (FEC)                   |
| ------------------- | ------------------- | ---------------------- | ------------------------------ |
| 1100101             | ["L"]               | Control signal 1 (CS1) |                                |
| 1101010             | [NUL]               | Control signal 2 (CS2) |                                |
| 1011001             | ["N"]               | Control signal 3 (CS3) |                                |
| 0110101             | ["G"]               | Control signal 4 (CS4) |                                |
| 1101001             | ["H"]               | Control signal 5 (CS5) |                                |
| 0110011             |                     | Idle signal β          | Idle signal β                  |
| 0001111             |                     | Idle signal α          | Phasing signal 1 Idle signal α |
| 1100110             |                     | Signal repetition (RQ) | Phasing signal 2               |

### SITOR A
Átvitel 450 ms-os szinkron keretekben.
Az információküldő állomás három karaktert továbbít, ami 210 ms-ot vesz igénybe, ezután 240 ms-ot vár a válaszra.
Az információfogadó állomás veszi a három karaktert, és ellenőrzi, hogy mindegyikben van-e négy jel és három szóköz:
- Ha igen, akkor visszaigazolást küld
- Ha nem, akkor újraküldést kér

A következő keret elején a küldő vagy újraküldi az utolsó három karaktert, vagy a következő három karaktert.

### SITOR B
A SITOR füllel könnyen azonosítható üresjárati mintázattal rendelkezik. Szinkronizációs jelsorozatok kerülnek átvitelre nagyjából másodpercenként, és valamivel több mint egy másodpercig tartanak. Néhány szinkronizációs jelsorozat után egy hárombetűs Morse-azonosító kerül átvitelre.
A SITOR B teljes üzenetet küld, nem bontja fel keretekre. 

## Gyakorlati alkalmazása
A SITOR-t általában rövidhullámú sávokban használják, ahol tengerészeti információk, például időjárás-előrejelzések és viharjelzések továbbítására szolgál.
A SITOR-B-t keskenysávú közvetlen nyomtatásra (NBDP) használják. 
A NAVTEX tengeri időjárási és biztonsági üzeneteket SITOR-B segítségével sugározzák. A NAVTEX üzeneteknek egy speciális formátumuk van, amelyet a NAVTEX vevők értelmeznek. (A NAVTEX a SITOR-B-re rétegeződik, ahogyan pl. a HTTP is a TCP-re rétegeződik.)
Az amatőr rádió SITOR-t használ, de AMTOR-nak, AMateur Teleprinting Over Radio-nak nevezi. Az AMTOR-A az SITOR-A. Az AMTOR-B (más néven AMTOR-FEC) az SITOR-B.
1991-ben leírtak egy AMTOR kiterjesztést, amely kisbetűket és más nyomtatható ASCII karaktereket tartalmaz.